# Criostato

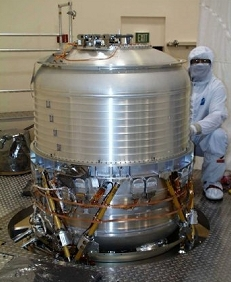
Il criostato realizzato per il telescopio spaziale Spitzer

Un criostato (dal greco κρύος, crýos, «freddo, gelo» e στατός, statòs, «che sta ritto») è un apparecchio utilizzato per mantenere a basse o bassissime temperature altre strumentazioni. Può essere costituito da un vaso di Dewar, contenente gas liquefatti (in genere azoto, ma anche elio o in rari casi particolari, idrogeno), utilizzato per mantenere temperature criogeniche, prossime anche allo zero assoluto. In caso di necessità meno spinte, può essere basato sulle convenzionali tecnologie del freddo.

## Utilizzi

### Applicazioni sperimentali
I criostati vengono utilizzati nei più disparati esperimenti a bassa temperatura, da quelli sulla superconduttività e superfluidità, a studi sulle proprietà meccaniche dei materiali a bassissime temperature, fino ad applicazioni inerenti alla meccanica quantistica (esempio studi sui condensati di Bose - Einstein) e in genere della fisica delle particelle elementari (rivelatori spesso mantenuti a temperature criogeniche). Anche molti fotometri utilizzati per misure di astrofisica e cosmologia necessitano di criostati per ridurre il rumore intrinseco dei rivelatori nella banda di lunghezze d'onda millimetriche e submillimetriche.

### Risonanza magnetica
Il criostato usato nei dispositivi di imaging a risonanza magnetica contiene un criogeno, solitamente elio, allo stato liquido. L'elio liquido serve a garantire la condizione di superconduttività del filo che costituisce la bobina dell'elettromagnete superconduttore; in questo stato la resistività elettrica del filo è praticamente nulla.
Per garantire la superconduttività la bobina deve essere mantenuta al di sotto della sua temperatura di transizione. Se per qualche motivo dovesse aumentare la resistività del filo, si verificherebbe un innalzamento della pressione dovuta all'evaporazione dell'elio. In tal caso il gas viene espulso all'esterno o ricondensato tramite un motore Stirling.

### Microtomo

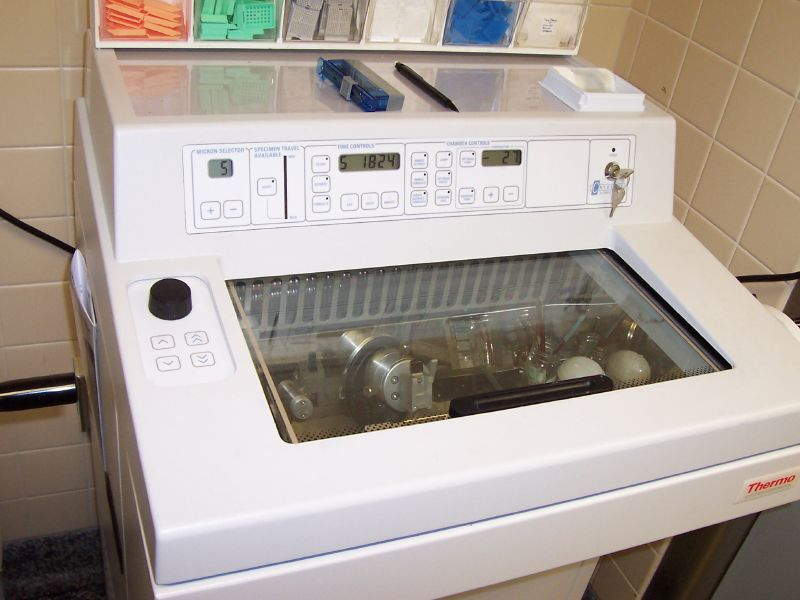
Criostato-microtomo

Un altro tipo di criostato è utilizzato in biologia ed in istologia in combinazione con un microtomo, per il sezionamento di un preparato istologico. Il raffreddamento di questo strumento è ottenuto tramite uno o più compressori come i frigoriferi. Il microtomo è racchiuso all'interno della camera criostatica ed è azionato manualmente dall'esterno tramite una manopola. Il campione da analizzare può essere congelato esternamente (ad es. in azoto liquido), oppure congelato direttamente all'interno del criostato su un'apposita "barra di congelamento". Il campione congelato verrà posizionato in un inserto portacampione e sezionato.
Comunemente questo genere di criostati lavorano a temperature intorno ai -20 °C, ma a seconda delle esigenze possono raggiungere temperature più basse (-35 °C). Gli spessori di taglio più comunemente usati in istologia sono inferiori ai 10 micron (per l'osservazione al microscopio ottico a luce trasmessa), tuttavia per talune applicazioni i criostati possono tagliare sezioni con spessori molto maggiori.
I criostati più evoluti attualmente in commercio sono dotati inoltre di:
1. possibilità di controllare separatamente la temperatura della camera e quella dell'inserto portacampione, per aumentare la precisione e la velocità di raffreddamento
2. barra di congelamento rapido dei campioni con elemento peltier
3. sistemi di disinfezione automatica della criocamera (raggi UV o disinfettanti vari)
4. possibilità di utilizzare lame riaffilabili o monouso (queste ultime sempre più diffuse per evidenti ragioni di praticità e sicurezza, si tenga conto che il campione biologico congelato è a rischio di trasmissione di infezioni)
5. sistemi per l'aspirazione degli scarti di taglio
6. possibilità di sezionamento motorizzato.